# Ти (5-й сезон)
П'ятий і останній сезон американського психологічного серіалу–трилера «Ти» був замовлений Netflix 24 березня 2023 року. Співавторка серіалу Сера Ґембл залишила посаду шоуранера, а її місце зайняли Майкл Фолі та Джастін В. Ло. Зірка серіалу Пенн Беджлі повертається в ролі Джо Голдберга, а Шарлотта Річі повертається з попереднього сезону; до основного акторського складу приєднаються Гріффін Меттьюз, Анна Кемп та Медлін Брюер. Зйомки розпочалися у березні 2024 року та завершилися у серпні того ж року.
Сезон з десяти епізодів вийшов 24 квітня 2025 року.

## Сюжет
Джо Голдберг повертається до Нью-Йорка, щоб жити мирним життям, але поява жінки, Бронте, та потреба задовольнити свої найтемніші потреби поставить під загрозу все його життя.

## Акторський склад

### Головний
- Пенн Беджлі в ролі Джо Голдберга[en], нині багатого серійного вбивці, який повертається до Нью-Йорка[2]
- Шарлотта Річі[en] в ролі Кейт Локвуд-Голдберг (раніше — Галвін), англійської дружини Джо та генерального директора корпорації T.R. Lockwood.[1][3]
- Гріффін Меттьюз[en] у ролі Тедді Локвуда, саркастичного, але вірного зятя Джо, якого родина Локвудів ніколи так і не прийняла повністю[4].
- Анна Кемп у двох ролях[en][4]:
  - Рейган Локвуд, безжальна фінансова директорка корпорації T.R. Lockwood, яка поклала око на трон
  - Медді Локвуд, тричі розлучена світська левиця і майстерна маніпуляторка, чия розмита відповідальність — «піар»
- Медлін Брюер[en] у ролі Луїзи Фланнері/Бронте, загадкової та вільнодумної драматургині, яка приходить працювати до Джо[2].

### Повторюваний
- Френкі ДеМайо в ролі Генрі Голдберга, сина Джо та Лав Квінн[es][5]
- Піт Плошек[en] у ролі Гаррісона Джейкобса, колишнього професійного футболіста, чоловіка Рейган Локвуд та зятя Джо[6]
- Том Френсіс[en] у ролі Клейтона Анджевіна, сина доктора Нікі, який хоче помститися Джо за те, що той підставив його батька[6]
- Наташа Бехнам[en] у ролі Домінік, яка здається відчуженою хіпстеркою, але є пристрасною, розумною, надзвичайно відданою молодою жінкою, вихованою в достатку, та впертою опікункою серед своїх сварливих друзів-художників[6]
- Емі-Лі Хікман[en] у ролі Надії Фаріді, колишньої учениці Джо, яка перебуває у в'язниці через злочин, скоєний ним[7]

### Гостьовий
- Майкл Демпсі в ролі Баффало Боба Кейна, друга сім'ї Локвудів та наставника Кейт[8]
- Мішель Герд[en] у ролі доктора Вел, шкільного психолога Генрі[8]
- b у ролі Фенікса, друга Бронте та Домінік[8]
- Елізабет Лейл у ролі Гвіневер Бек, покійної дівчини Джо
- Нава Мау в ролі Маркеса, детектива[9]
- Саффрон Берроуз у ролі Дотті Квінн, матері покійної дружини Джо, Лав[10]
- Зак Черрі[en] в ролі Ітана Рассела, колишнього працівника Джо в «Mooney»[10]
- Кетрін Галлахер[en] у ролі Анніки Атвотер, жінки, яка звинувачує Джо у смерті своєї подруги Піч Селінджер[7]
- Шаліта Грант[en] у ролі Шеррі Конрад, дружини Кері, та колишньої подруги Джо та Лав з Мадре Лінда[10]
- Лука Падован[d] у ролі Пако, колишнього сусіда Джо[10]
- Тревіс Ван Вінкл[en] у ролі Кері Конрада, чоловіка Шеррі, та колишнього друга Джо та Лав з Мадре Лінда[10]
- Кейлеб Лонг[d] у ролі Клайда Бека, брата Бека[10]
- Джефферсон Вайт[en] у ролі Дейна Робінсона, чоловіка, який намагається викрасти Бронте[11]
- Тіллі Кіпер[en] у ролі леді Фібі Борхолл-Блексворт, подруги Джо з Лондона[10]
- Таті Ґабріель у ролі Марієн Белламі, колишньої коханої Джо[12]
- Робін Лорд Тейлор у ролі Вілла Беттлхайма, друга Джо, який живе на Філіппінах

## Епізоди
| № серії (загалом) | № серії (в сезоні) | Назва серії              | Режисер(и)       | Сценарист(и)                    | Оригінальна дата показу |
| ----------------- | ------------------ | ------------------------ | ---------------- | ------------------------------- | ----------------------- |
| 41                | 1                  | «The Luckiest Guy in NY» | Маркос Сієга     | Майкл Фолі і Гілларі Бенефіл    | 24 квітня 2025          |
| 42                | 2                  | «Blood Will Have Blood»  | Маркос Сієга     | Джастін В. Ло і Келлі Бреслін   | 24 квітня 2025          |
| 43                | 3                  | «Impostor Syndrome»      | Піт Чатмон       | Ніл Рейнольдс і Марен Колдуелл  | 24 квітня 2025          |
| 44                | 4                  | «My Fair Maddie»         | Со Йон Кім       | Кара Лі Кортрон і Ділан Коен    | 24 квітня 2025          |
| 45                | 5                  | «Last Dance»             | Меггі Кері       | Аманда Джонсон-Зеттерстрем      | 24 квітня 2025          |
| 46                | 6                  | «The Dark Face of Love»  | Гебі Деллал      | Гілларі Бенефіл                 | 24 квітня 2025          |
| 47                | 7                  | «#JoeGoldberg»           | Еріка Дантон     | Лео Річардсон                   | 24 квітня 2025          |
| 48                | 8                  | «Folie a Deux»           | Шеріл Даньє      | Келлі Бреслін                   | 24 квітня 2025          |
| 49                | 9                  | «Trial of the Furies»    | Маркос Сієга     | Джастін В. Ло і Гілларі Бенефіл | 24 квітня 2025          |
| 50                | 10                 | «Finale»                 | Лі Толанд Крігер | Майкл Фолі і Ніл Рейнольдс      | 24 квітня 2025          |

## Виробництво

### Розробка
24 березня 2023 року Netflix продовжив серіал «Ти» на п'ятий і останній сезон. Співавторка серіалу Сера Ґембл залишила посаду шоуранера, а її місце зайняли Майкл Фолі та Джастін В. Ло.

### Кастинг
Зірка серіалу, Пенн Беджлі, повертається в ролі Джо Голдберга, а Медлін Брюер приєднується до серіалу в ролі Бронте. Анна Кемп грає подвійні ролі — Рейган та Медді Локвуд, а Гріффін Меттьюз — Тедді Локвуда. Шарлотта Річі повертається з четвертого сезону в ролі Кейт Галвін, а дитина-актор Френкі ДеМайо приєднується до серіалу в ролі сина Джо, Генрі. Таті Ґабріель також повертається з третього та четвертого сезонів у ролі Марієн Белламі. В середині травня Наташу Бехнам, Піта Плошека, Тома Френсіса та b було оголошено постійними запрошеними зірками. Наприкінці липня було оголошено, що Нава Мау приєднається у ролі Маркес. Трейлер, випущений 10 березня 2025 року, підтвердив повернення Емі-Лі Хікман з четвертого сезону та Кетрін Галлахер з першого.

### Зйомки
Зйомки розпочалися наприкінці березня 2024 року в Нью-Йорку, і завершилися в середині серпня 2024 року.

## Реліз
Сезон, що складається з десяти епізодів, був повністю випущений на Netflix 24 квітня 2025 року. Спочатку прем'єра мала відбутися у 2024 році, але її було відкладено через страйки Гільдії сценаристів Америки та SAG-AFTRA у 2023 році.

## Сприйняття
На агрегаторі рецензій Rotten Tomatoes 84 % з 37 відгуків критиків є позитивними, а середній рейтинг становить 6,8 з 10. Консенсус критиків вебсайту гласить: «„Ти“ мудро завершує події безпосередньо перед тим, як криваві махінації Джо Голдберга стають черствими, пропонуючи фінальний сезон, який має задовольнити хворобливу цікавість більшості глядачів». Metacritic, який використовує середньозважену оцінку, присвоїв серіалу 53 бали зі 100 на основі відгуків 12 критиків, що вказує на «змішані або посередні» відгуки.
Ребекка Ніколсон з The Guardian здебільшого критично поставилася до сезону, вважаючи його слабким завершенням колись веселого та усвідомленого трилера. Вона розкритикувала серіал за розтягнення його задумки на п'ять сезонів, втрату сатиричного відтінку та повторюваність і штучність, а також за те, як він справляється зі своїм центральним персонажем, поставивши під сумнів, чи розглядає його серіал як героя чи лиходія. Фінальний сезон описують як виснажливий, надмірно заплутаний і зрештою розчаровуючий, з кінцівкою, яку Ніколсон вважала майже образливою для глядачів. Вона похвалила камео, які сподобалися фанатам, поворот у середині сезону, який надає певного імпульсу, та моменти, коли чорний гумор шоу знову спливає на поверхню, особливо в його критиці ультрабагатих. Хоча Ніколас Куа з Vulture вважав деякі аспекти фіналу кумедними та доречними, він висловив розчарування тим, як у серіалі розкрито сюжетну арку Джо, стверджуючи, що його остаточне покарання — кастрація з подальшим довічним ув'язненням — є символічним, але зрештою недостатнім, враховуючи багатосезонну еволюцію персонажа. Куа вважав, що самоміфологізація Джо є центральною рисою його лиходійства, через що його падіння здається дещо раптовим і позбавленим глибшого осмислення. Загалом, він високо оцінив гру Беджлі та визнав розважальну цінність серіалу, але розкритикував те, як творці мають труднощі з тим, щоб зробити Джо одночасно головним героєм та фігурою деконструкції. Куа також вказав на ширші культурні теми, що стосуються справедливості, гендерної динаміки та зображення жорстоких чоловіків.